# Bertram Stevens
Bertram Sydney Barnsdale Stevens est un homme politique australien né le 2 janvier 1889 et décédé le 24 mars 1973. Membre de parti United Australia, il est notamment Premier ministre de Nouvelle-Galles du Sud de 1932 à 1939 et membre de l'Assemblée législative de Nouvelle-Galles du Sud de 1927 à 1940.